# Edmund Dwyer-Gray
 (mai 2023).
Si vous disposez d'ouvrages ou d'articles de référence ou si vous connaissez des sites web de qualité traitant du thème abordé ici, merci de compléter l'article en donnant les références utiles à sa vérifiabilité et en les liant à la section « Notes et références ».
Pour les articles homonymes, voir Dwyer.
Edmund John Chisholm Dwyer-Gray (2 avril 1870 - 6 décembre 1945) est un homme politique irlandais-australien, qui est le 29e premier ministre de Tasmanie du 11 juin au 18 décembre 1939. Il est membre du Parti travailliste australien (ALP).

## Jeunesse
Il est né Edmund John Chisholm Dwyer Gray le 2 avril 1870 à Dublin, en Irlande, fils d'Edmund Dwyer Gray, député à la Chambre des communes britannique et de Caroline Agnes Gray. Il est le petit-fils maternel de Caroline Chisholm, l'humanitaire anglaise réputée pour son travail social auprès des femmes immigrées en Australie. Son grand-père paternel est John Gray, député irlandais de la ville de Kilkenny à la Chambre des communes, et associé du nationaliste irlandais Daniel O'Connell. Il fait ses études au monastère bénédictin de Fort Augustus, en Écosse, et au Clongowes Wood College, une école jésuite du comté de Kildare.[réf. nécessaire]

## Journalisme et émigration vers l'Australie
Gray visite l'Australie pour la première fois en 1887, car il souffre de rhumatismes et espère que le climat pourrait améliorer sa santé. Il retourne en Irlande peu de temps après et rejoint le comité de rédaction du Freeman's Journal, un journal nationaliste dont son père et son grand-père ont été propriétaires.[réf. nécessaire]
Entre les visites en Australie où il rencontre et épouse sa femme Clara, Gray continue à travailler sur le Freeman's Journal qui est impliqué dans le scandale politique irlandais et la crise de leadership lorsque Charles Stewart Parnell épouse une femme divorcée. Malgré le soutien de sa famille à Parnell, Gray modifie la politique du Journal pour concurrencer un journal anti-Parnell, provoquant une controverse et contribuant à sa décision de migrer définitivement vers l'Australie.[réf. nécessaire]
Après quelques voyages en Australie, en Nouvelle-Zélande et aux Fidji où il est impliqué dans des entreprises minières, Gray passe dix ans à travailler comme agriculteur à New Norfolk, mais en 1912, il est à Hobart éditant le Daily Post, un journal du Parti travailliste australien. Lorsque le journal est repris par l'Australian Workers' Union, Gray part à Sydney, où il travaille brièvement pour Jack Lang, avant de retourner à Hobart pour éditer un journal ALP/ ACTU appelé People's Voice (plus tard Voice) qu'il créé en 1925 et assure sa direction éditoriale jusqu'à sa mort en 1945.

## Politique tasmanienne
Gray se présente sans succès au Conseil législatif de Tasmanie en 1915. Lors des élections d'État de 1928, il change son nom en Dwyer-Gray, de sorte qu'il est placé par ordre alphabétique en haut du bulletin de vote, capturant ainsi le "vote de l'âne". Cela a peut-être fonctionné - Dwyer-Gray est élu à l'Assemblée de Tasmanie, représentant l'électorat de Denison pour le Parti travailliste. Il devient chef adjoint du parti en 1932, sous Albert Ogilvie, et quand Ogilvie remporte les élections d'État de 1934, Dwyer-Gray devient trésorier et vice-premier ministre du cabinet d'Ogilvie.[réf. nécessaire]

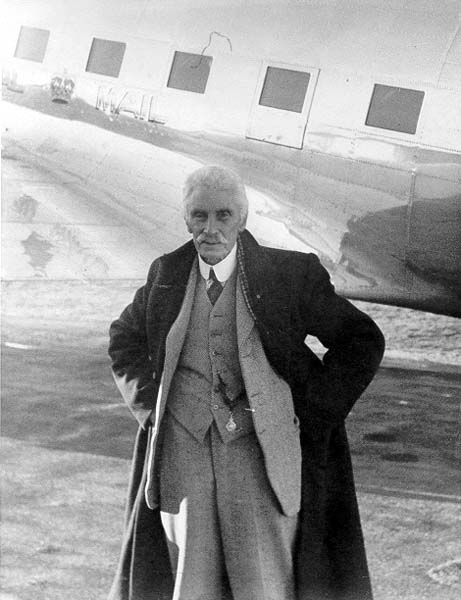
Dwyer-Gray en 1940

À la fois trésorier et rédacteur en chef de Voice, Dwyer-Gray est un partisan du concept de crédit social mis au point par Clifford Hugh Douglas. Il a visité la Nouvelle-Zélande, qu'il considère comme un modèle idéal et un précédent pour l'économie et la société de la Tasmanie - un «paradis des travailleurs» comme il l'appelait - si le concept douglasite de crédit national était adopté.
Albert Ogilvie meurt d'une crise cardiaque au pouvoir le 10 juin 1939 et, le 6 juillet, Dwyer-Gray est élu à la tête de l'ALP, et devient donc officiellement premier ministre de Tasmanie, bien que seulement pendant six mois en raison d'un arrangement avec son collègue MHA Robert Cosgrove pour qu'il se retire afin que Cosgrove prenne le poste de premier ministre en décembre 1939.[réf. nécessaire]

## Héritage
Dwyer-Gray est décédé à Hobart le 6 décembre 1945, et sa femme meurt en 1947.[réf. nécessaire]
Bien que ses idées aient été radicales pour l'époque, le lobbying insistant de Dwyer-Gray auprès du Premier ministre d'origine tasmanienne Joseph Lyons pour résoudre définitivement le problème de financement des petits États comme la Tasmanie lui permet, en tant que trésorier, d'apporter à l'État une sécurité financière post- dépression. Tout en critiquant la création par Lyons de la Commonwealth Grants Commission dans The Voice, Dwyer-Gray obtient néanmoins un traitement favorable pour la Tasmanie, "ramenant à la maison le bacon" qui permet à Cosgrove de financer la santé publique, le service public et le développement hydroélectrique.[réf. nécessaire]